# Beni Cohen-Or
Beni Cohen-Or (* 3. April 1940 in Bagdad, Irak) ist ein israelisch-deutscher Künstler. Sein Wirkungsort ist Bendorf am Rhein. Zu seinen Fachgebieten zählen die Plastik, Malerei, Zeichnung und Grafik.

## Leben
1951 wanderte Cohen-Or als Teil einer jüdischen Familie mit dieser nach Israel ein. Von 1963 bis 1966 absolvierte er eine dramaturgische Ausbildung im Schauspielstudio Nissan Nativ in Tel Aviv, Israel. Ebenfalls in Tel Aviv studierte Cohen-Or von 1967 bis 1970 an der School of Art. Nach einem Studienaufenthalt in London wanderte Cohen-Or im Jahr 1980 nach Deutschland aus. 1988 erhielt er die deutsche Staatsbürgerschaft. Seit 1971 bis heute arbeitet er als freischaffender Künstler. Er ist seit 1984 Mitglied der Gruppe konkret.
Beni Cohen-Or ist Bruder der israelischen Künstlerin Lily Ben-Dov (* 1945). 1980 heiratete er die Lyrikerin Maria Baldus-Cohen-Or (1931–2014).

## Werk
Cohen-Or beschränkte sich in seiner Kunst zunächst minimalistisch auf das Rechteck. Sein Frühwerk besteht aus konkret-konstruktivistischen Zeichnungen und Gemälden, die teilweise einen Bezug zu gegenständlichen Vorbildern aufweisen. Seit 1986 erschafft er auch Reliefs und Plastiken (Denkmalsentwürfe). Während zuerst stelenförmige Holzskulpturen entstanden, gliedern sich seine späteren Werke stärker in Kuben und Platten, auch in Form mehrteiliger Installationen. Cohen-Or trifft mit einigen seiner Arbeiten spirituelle Aussagen. Seine Gemälde und Skulpturen weisen häufig eine kontrastreiche Farbigkeit auf. Für seine Graphit-Zeichnungen und Pastelle ist die Betonung von Tiefe und materieller Textur charakteristisch. Seit 1996 gestaltet er auch Materialbilder und Materialcollagen sowie Installationen mit zeitgeschichtlichen und politischen Reverenzen.
Werke von Cohen-Or befinden sich unter anderem in den Sammlungen Kunstmuseum Bonn, Mittelrhein-Museum, Wilhelm-Hack-Museum und Museum Abtei Liesborn.
Neben der bildenden Kunst ist Cohen-Or auch als Dichter und Publizist tätig. 1998 begann er minimalistische Gedichte zu schreiben und seit 2012 veröffentlicht er Publikationen im Eigenverlag.
Werke (Auswahl)
- Mahnmal zur Shoa in Bendorf-Sayn, auf dem Gelände der ehemaligen Jacoby’schen Heil- und Pflegeanstalt, Basalt, 200 × 121 × 61 cm, 2002
- Wandskulptur, Acryl auf Papier mit Ösen, 40 × 60 cm, 2017[5]

## Ausstellungen (Auswahl)
- 1982: Perspektive ART International, Basel[6]
- 1982, 1986, 1988: Museum Abtei Liesborn, Wadersloh (Einzelausstellungen, teils mit Katalog)[1]
- 1990: Mittelrhein-Museum, Koblenz (Einzelausstellung mit Katalog)[1]
- 1994: Projekt 30 x 30. Konkrete Kunst international, Wilhelm-Hack-Museum, Ludwigshafen
- 2017: Hellweg konkret: Gäste konkret, Museum Wilhelm Morgner, Soest[7]
- 2024: nicht abstrakt – ganz konkret, Ausstellung der Gruppe konkret im Museum Modern Art, Hünfeld[8]